# كمال الخطيب
الشيخ كمال الخطيب - نائب رئيس الحركة الإسلامية في فلسطين 48 سابقاً لحين حظر الحركة باسرائيل، من سكان كفر كنا، مواليد 25 أغسطس 1962.
يعمل امام مسجد عمر بن الخطاب في كفر كنا، وهو من مواليد قرية العزير القريبة من كفركنا.

## المولد والنشأة
ولد الشيخ كمال خطيب في 25/8/1962، في قرية صغيرة من قرى الجليل المحتل تعدادها لم يزد يوم ميلاده عن 800 فرد، تدعى «العزير»، لأسرة متواضعة تعمل بالفلاحة وفي مهنة البناء؛ حيث عمل والده أجيرا في الشركات الإسرائيلية. تلقى تعليمه الابتدائي في مدرسة قرية العزير، والتحق في المرحلة الثانوية بمدرسة أهلية تبشيرية اسمها كلية «تراسنتة» في مدينة الناصرة، وكانت المدرسة تضم مسلمين ومسيحيين، وهو ما رسخ في نفسه قيمة التعايش مع الآخر مع الاحتفاظ بالخصوصية.
يقول عن ذكرياته فيها: «كان لي مشاركة لا أنساها لليوم، ففي الشهر الخامس من كل سنة، كانت المدرسة تعلن عما يسمى الشهر (المريمي) حيث يكرس للحديث عن مريم العذراء أم المسيح - عليهما السلام - وكطالب مسلم طلب مني أن أقدم أي شيء يخص السيدة العذراء، فتلوت آيات من سورة مريم تحدثت عن قصتها وميلاد السيد المسيح» ويذكرنا هذا بموقف الصحابي «جعفر بن أبي طالب» أمام النجاشي في أثناء الهجرة للحبشة.
رافق انتقال خطيب للناصرة نشاط سياسي متواضع كان يشاركه فيه بعض أفراد أسرته من خلال الحزب الشيوعي الإسرائيلي وصحيفته «الاتحاد» الذي كان يعد متنفسا وحيدا في تلك الفترة أمام عرب إسرائيل. عاش خطيب في تلك الفترة أحداثا كبيرة أثرت في وجدانه ومسار حياته أبرزها «يوم الأرض الأول» عام 1976، وما رافقه من سقوط عشرات الشهداء والجرحى دفاعا عن الأرض، والثورة الإيرانية عام 1979، وصعود المصطلحات والشعارات الدينية والإسلامية، ثم زيارة الرئيس المصري أنور السادات لإسرائيل بعد توقيع اتفاقية السلام.
كل هذا دفع خطيب للتوجه لدراسة الشريعة الإسلامية في مصر انطلاقا من عاطفة دينية بعيدا عن أي انتماء ديني أو تنظيمي، لكن الظروف حالت دون توجهه إلى مصر، فالتحق بكلية الشريعة في جامعة الخليل بالضفة الغربية.

## الجامعة: مرحلة التكوين الفعلي
كانت الجامعة مرحلة جديدة ومؤثرة في تكوين خطيب حيث سمع فيها عن شخصيات طلابية سبقته في الجامعة كالشيخ رائد صلاح، والشيخ هاشم عبد الرحمن، والشيخ خالد مهنا، وفي تلك المرحلة تشكلت شخصيته الإسلامية، والتقى فيها ببعض الشخصيات الإسلامية الكبيرة في تلك الفترة في مدينة الخليل كالشيخين جمال وعبد الخالق النتشة.
شهد العامان 82 و83 أحداثا حفرت مكانها في ذاكرة الشيخ خطيب، ففي عام 82 احتل الإسرائيليون بيروت وارتكبوا أبشع المجازر في مخيمي «صبرا» و«شاتيلا»، وهو ما شكل حالة من التباين في إمكانية نجاح المشروع التحرير الفلسطيني، وبين اليأس من عدم نجاحه. أما عام 83 فشهد دخول مجموعة من المستوطنين حرم جامعة الخليل وإطلاقهم القنابل والرصاص على الطلاب؛ مما أدى إلى استشهاد ثلاثة فلسطينيين، وقد حدث هذا الاعتداء أمام خطيب حيث شاهد القتل الإسرائيلي للفلسطينيين بدم بارد.
ساهمت هذه العوامل في تشكيل الشخصية الإسلامية لكمال الخطيب فانتمى للكتلة الإسلامية التي كانت تنافس الكتلة الوطنية التي تقودها حركة فتح، وخاض الانتخابات الطلابية على لوائح الكتلة الإسلامية، واستطاع أن يفوز بمقعد في مجلس الطلبة في جامعة الخليل.
تزوج خطيب في نهاية السنة الثالثة عام 83 وأنهى السنة الرابعة في الجامعة بالانتساب ولم ينتظم بالدوام بسبب الزواج، وتزامن الزواج مع قرب الانتهاء من افتتاح مسجد عمر بن الخطاب في قرية "كفر كنا"، فأصبح إماما له من وقتها وحتى اليوم ويقول: "إنني ما عُرفت إلا وأنا أتحمل مسؤولية، سواء كانت عملا دعويا في قرية مهمة جدا مثل "كفر كنا"، في ظروف ومركبات اجتماعية وعائلية فريدة من نوعها وصعبة، حيث كانت مضرب المثل لما يجري بها من شجارات عائلية، واستطاع أن يطرح المشروع الإسلامي ضمن هذه المتناقضات بصعوبة كبيرة كشفت عن عمق شخصيته وسعة صدره وعلمه.

## بداية العمل الإسلامي
انتظم الشيخ خطيب في الحركة الإسلامية بعد خروج الشيخين عبد الله نمر درويش ورائد صلاح وآخرين من السجن عام 83، فبدأ كل يعمل في منطقته انطلاقا من أفكار المدرسة الأم في الحركة الإسلامية وهي جماعة الإخوان المسلمين.
بين عامي 84/85 بدأت تتشكل لافتة العمل الإسلامي من خلال إقامة بعض المؤسسات كرياض أطفال، وعدد من المراكز المتواضعة لتعليم الأطفال في المساجد، ومن خلال هذه الفعاليات بدأ واقع الحركة الإسلامية يلقي بثقله داخل عرب إسرائيل، خاصة مع وجود السلطة المحلية في قرية «كفر برا» تحت إدارة الحركة الإسلامية من خلال الأستاذ كامل ريان، وهنا برز صوت داخل البيت الإسلامي يطالب بضرورة الاستفادة من هذا الزخم في خوض انتخابات الكنيست الإسرائيلية في عام 89.
رأت الحركة عبر قناعة أن الظرف ليس مناسبا وأن الحركة الإسلامية يجب أن تذهب لتوطيد نفسها وذاتها، وتحديد معالم سيرها أولا، إضافة إلى قناعة هي أن الكنيست يجب ألا يكون هو المنبر الذي تذهب الحركة الإسلامية باتجاهه فقط، وفي ذات العام أمسكت الحركة الإسلامية بالمزيد من السلطات المحلية من ضمنها بلدية أم الفحم.
عادت قضية مشاركة الحركة الإسلامية في انتخابات الكنيست لتطفو مرة أخرى عام 92، وكادت تؤدي إلى انقسام لكن الحركة تجاوزت ذلك، ثم عادت مرة أخرى عام 96، ويقول عن ذلك: «تمثلت تلك المرحلة بوجود جسمين اثنين داخل الحركة: جسم أصر على خوض الانتخابات وخاضها بالفعل، وجسم يمثله الشيخ رائد صلاح، وآخرون ارتأينا أن مصلحة العمل الإسلامي ليست في خوض الانتخابات»، لكن هذا العام كان مهما في تاريخ الحركة الإسلامية؛ إذ كان بداية حضور الحركة في قضية المسجد الأقصى المبارك، عندما أعلن «بنيامين نتنياهو» رئيس الوزراء الإسرائيلي افتتاح نفق «الحوشمونئيم»، تحت المسجد الأقصى فوقعت مواجهات عنيفة سقط إثرها عشرات الشهداء، فنظمت الحركة أول مهرجان تحت عنوان «الأقصى في خطر»، وبدأت الحركة تحمل هم المسجد الأقصى عبر مشروع إعمار المصلى المرواني، ثم الاستمرار في مشروع نصرة الأقصى المبارك.

## خطيب.. رموز ورهائن الأقصى
مثلت مرحلة اعتقال الشيخ رائد صلاح وإخوانه الذين عرفوا فيما بعد بـ«رهائن الأقصى» مرحلة بالغة الأهمية لدى الشيخ كمال خطيب بشكل خاص وللحركة الإسلامية عامة، حيث أصبحت الحركة الإسلامية في مواجهة مباشرة مع المؤسسة الأمنية الإسرائيلية وهو ما عرض الحركة كما أطلق عليها الإسرائيليون «لحملة تقليم أظافر وقص أجنحة». كانت الخطة الفعلية في 17/3/1998 حينما أقر شمعون بيريس وزير الحرب الإسرائيلي وقتها إغلاق لجنة الإغاثة الإسلامية في مدينة الناصرة ومنع استمرار دعم مشروع الأيتام، والقيام بحملات التحقيق والمنع من السفر لكل من خطيب والشيخ رائد صلاح.
لعبت الحركة الإسلامية دورا في دعم الانتفاضة الفلسطينية التي اندلعت في 28/9/2000، واعتبرت الحركة أن اليوم الذي سقط فيه 13 شهيدا داخل الخط الأخضر هو يوم «المسجد الأقصى المبارك»، ومع استمرار تعاطي الحركة مع أسر الشهداء والجرحى، ومع أحداث اجتياح جنين عام 2002 كل هذا جعل الحركة الإسلامية تقترب من اليوم الذي لن تصبر عليها فيه إسرائيل، حيث رأت إسرائيل في الحركة أن لها أبعادا ورؤى وتطلعات ومنهجا في سيرها؛ فاعتقلت الشيخ رائد وعددا من إخوانه.
ففي فجر يوم 13/5/2003 اعتقل الشيخ رائد صلاح والدكتور سليمان إغباربة -رئيس بلدية أم الفحم-، وعددا من أبناء الحركة الإسلامية، وهنا بدأت الحركة تتعاطى مع وضع جديد في ظل غياب مسؤولها الأول الشيخ رائد صلاح، وكان التعاطي الإسرائيلي الأمني يهدف إلى خلق حالة من الخوف والإرباك داخل الوسط العربي، حتى لدى الذين يفكرون في دعم مشروع الحركة الإسلامية، عبر إظهار الحركة الإسلامية وكأنها خارجة عن القانون وتتعامل مع مؤسسات دولية إرهابية.
أثار الإعلام الإسرائيلي يوم 13/5/2005 مسألة أن الحركة الإسلامية حركة تعلن الحرب على الدولة وعلى كل ما هو يهودي وإسرائيلي، لكن الحركة اجتازت هذا المأزق وبددت الصورة التي رسمتها الأجهزة الأمنية ووسائل الإعلام الإسرائيلية عن الحركة عبر النشاطات والمهرجانات والحضور إلى المحاكم، والاعتصامات أمام السجن، والوقوف أمام مفارق الطرق، حتى أفرجت إسرائيل عن عدد من معتقليها.
وتربط الشيخ خطيب بالشيخ رائد صلاح علاقة متينة، تمتد لأكثر من 22 عاما، وفيمنا يتعلق بمرحلة اعتقال الشيخ رائد وإخوانه، يقول الشيخ خطيب: «ما كان مني أمام مرحلة الاعتقال وأمام بناء مؤسسي قائم وراسخ إلا أن ألتزم بقيادة سفينة هذه الدعوة والوقوف على مقودها بالضرورة وبالواجب وبأمانة المسؤولية.. الحركة الإسلامية بمؤسساتها وببنائها التنظيمي مهيأة لعودة الشيخ رائد صلاح واستلامه مقود السفينة والمضي بها عبر زخم كبير تحظى به الحركة».
دفع غياب الشيخ رائد بدون شك الشيخ كمال لتحمل المسؤولية كاملة على كافة الاتجاهات والمستويات، فتم التحقيق معه مرتين، ومنع من السفر إلى لندن لحضور مؤتمر حول القضية الفلسطينية.

## في الإصلاح
لعب الشيخ كمال خطيب دورًا في نزع الفتنة التي حدثت بين المسلمين والمسيحيين بشأن بناء مسجد شهاب الدين على قطعة أرض قريبة من كنيسة البشارة في مدينة الناصرة، وعن هذا يقول «أولا كل الإخوة في الحركة الإسلامية -وأنا منهم- مقتنعون أن تلك الأرض وقفية للمسلمين، والوثائق التاريخية وشهادات الأحياء من أهل الناصرة إلى الآن تؤكد ذلك».
ثم يقول «كان موقفنا دون تردد: نعم المسجد يجب أن يبنى، ولكن لحمة شعبنا خيار لا نتنازل عنه، وبالتالي سعينا من أجل نزع فتيل الفتنة الطائفية»، وقد ظن البعض أن موقف الحركة موقف متهادن، ورأى آخرون أن الحركة تتعاطى مع الموقف ضمن قناعاتها الدينية الصرفة وكان خطيب يردد: «ما أجمل أن يبنى مسجد بجانب كنيسة، حتى نعطي صورة جميلة لهذا النسيج الاجتماعي الوطني بين الشعب الواحد مسلمين ومسيحيين».

## وصلات خارجية
- تداعيات الاعتداء على المسجد الأقصى، برنامج ما وراء الخبر، قناة الجزيرة، 15 فبراير 2007م
- خطيب.. صاحب الدمعة والعزيمة، إسلام أون لاين، 19 يوليو 2005م